# Mouen
Mouen (Ausspracheⓘ) ist eine französische Gemeinde mit 1.779 Einwohnern (Stand: 1. Januar 2022) im Département Calvados in der Region Normandie. Sie gehört zum Arrondissement Caen und zum Kanton Caen-1. Die Einwohner werden Mouennais genannt.

## Geografie
Mouen liegt etwa neun Kilometer westsüdwestlich von Caen am Fluss Odon, der die Gemeinde im Süden begrenzt. Umgeben wird Mouen von den Nachbargemeinden Verson im Norden und Osten, Baron-sur-Odon im Süden, Tourville-sur-Odon im Südwesten und Westen, Mondrainville im Westen sowie Thue et Mue im Nordwesten.
Durch die Gemeinde führt die Autoroute A84.

## Bevölkerungsentwicklung
| Jahr                              | 1962 | 1968 | 1975 | 1982 | 1990 | 1990 | 2011 | 2019 |
| Einwohner                         | 403  | 455  | 736  | 833  | 1166 | 1292 | 1345 | 1626 |
| Quellen: Cassini, EHESS und INSEE |      |      |      |      |      |      |      |      |

## Sehenswürdigkeiten
- Kirche Saint-Malo aus dem 12. Jahrhundert, Monument historique seit 1846[2]
- Schloss Bruyères aus dem 19. Jahrhundert

## Gemeindepartnerschaft
Mit der deutschen Gemeinde Retzstadt in Unterfranken (Bayern) besteht seit 1990 eine Gemeindepartnerschaft.